# Salvador (film)
Salvador er en amerikansk krigsfilm fra 1986 instrueret, produceret og skrevet af Oliver Stone. Filmen har James Woods i hovedrollen som en amerikansk journalist der i El Salvador forsøger at dække den igangværende borgerkrig, men som bliver involveret i en lang række farlige episoder. Woods blev nomineret til en Oscar for bedste mandlige hovedrolle og Oliver Stone og medforfatter Richard Boyle blev nomineret til en Oscar for bedste originale manuskript.

## Medvirkende
- James Woods
- Jim Belushi
- Michael Murphy
- John Savage
- Elpidia Carrillo
- Cindy Gibb

## Ekstern henvisning
- Salvador på Internet Movie Database (engelsk)
- Salvador på Filmdatabasen
- Salvador i Svensk Filmdatabas (svensk)
- Salvador på AlloCiné (fransk)
- Salvador på MovieMeter (nederlandsk)
- Salvador på AllMovie (engelsk)
- Salvadors profil hos Encyclopædia Britannica Online (engelsk)
- Salvador på Turner Classic Movies (engelsk)
- Salvador på The Movie Database (engelsk)
- Salvador på Rotten Tomatoes (engelsk)